# Пахаревка (Крым)
Па́харевка (укр. Пахарівка, крымскотат.  Paharevka, Пахаревка) — село в Джанкойском районе Республики Крым, центр Пахаревского сельского поселения (согласно административно-территориальному делению Украины — Пахаревского сельского совета Автономной Республики Крым).

## Население
| 2001 | 2014  |
| ---- | ----- |
| 1279 | ↘1161 |

Всеукраинская перепись 2001 года показала следующее распределение по носителям языка
| Язык             | Процент |
| ---------------- | ------- |
| русский          | 61.22   |
| украинский       | 29.87   |
| крымскотатарский | 7.58    |
| другие           | 0.93    |

### Динамика численности
- 1926 год — 61 чел.[10]
- 1989 год — 1438 чел.[11]
- 2001 год — 1279 чел.[12]
- 2014 год — 1161 чел.[13]

## Современное состояние
На 2017 год в Пахаревке числится 18 улиц; на 2009 год, по данным сельсовета, село занимало площадь 140,1 гектара на которой, в 440 дворах, проживало более 1,2 тысячи человек. В селе действуют средняя общеобразовательная школа, детский сад «Сказка», дом культуры, библиотека, отделение Почты России, церковь святых Жён-мироносиц

## География
Пахаревка — село на северо-западе района, в степном Крыму, высота центра села над уровнем моря — 19 м. Лежит на железнодорожной линии Джанкой — Армянск, в селе одноимённая железнодорожная станция. Соседние сёла: Выпасное в 4 км на север, Тутовое в 2 км на восток и Источное в 2 км на юго-запад. Расстояние до райцентра — около 29 километров (по шоссе). Транспортное сообщение осуществляется по региональной автодороге 35Н-187 Целинное — Павловка (по украинской классификации — С-0-10463).

## История
По одной из версий, хутор Чирик существовал уже в 1864 году , но встречается только в Статистическом справочнике Таврической губернии. Ч.II-я. Статистический очерк, выпуск пятый Перекопский уезд, 1915 год, сргласно которому в усадьбее Чирик (она же Эски-Кой-Тама) Софьи Богдановны Фальц-Фейн Богемской волости Перекопского уезда числился 1 двор с населением в количестве 55 человека приписных жителей и 66 — «посторонних», из которых 83 мужчин и 38 женщин. В имении числилась 2871 десятина удобной земли. В хозяйстве имелось 100 лошадей, 77 волов, 10 коров и 103 головы мелкого скота.
Коммуна «Красный Пахарь» была образована в начале 1920-х годов и, согласно Списку населённых пунктов Крымской АССР по Всесоюзной переписи 17 декабря 1926 года, в хуторе Красный Пахарь (он же Чирик), Чокракского сельсовета Джанкойского района, числилось 34 двора, из них 28 крестьянских, население составляло 61 человек. В национальном отношении учтено: 25 русских, 32 украинца и 4 немца. В 1931 году было основано хозяйство «Крымсоюз», которое в мае 1935 годы переименовано в «Совхоз имени 8 Марта».
Во время Великой Отечественной войны, в ходе Крымской наступательной операции, 9—10 апреля 1944 года, части 79-й танковой бригады 19-го танкового корпуса вели бои за освобождение Чирчика. В этих боях погибло 83 воина. Павших похоронили в братской могиле, на которой был установлен памятник — пирамида на постаменте со звездой на вершине и мемориальной доской (установлена после реставрации в 1975 году) в надписью: «Здесь, в братской могиле, захоронены 83 воина 79-й танковой бригады 19-го танкового корпуса Красной армии, погибшие при освобождении села Чирик (Пахаревка) в 1944 году. Среди них: подполковник Близнюков Николай Андреевич, старший лейтенант Вакс Ахим Чукович, сержант Цейнин Иван Григорьевич, сержант Шевченко Андрей Гордеевич; Имена остальных неизвестны. Вечная память героям!». Постановлением Совета министров Республики Крым № 627 от 20 декабря 2016 года памятник отнесён к категории объектов культурно-исторического наследия России регионального значения.
В 1944 году, после освобождения Крыма от фашистов, 12 августа 1944 года было принято постановление № ГОКО-6372с «О переселении колхозников в районы Крыма» и в сентябре 1944 года в район приехали первые новоселы (27 семей) из Каменец-Подольской и Киевской областей, а в начале 1950-х годов последовала вторая волна переселенцев из различных областей Украины. С 25 июня 1946 года Чирик в составе Крымской области РСФСР. В 1946 году в селе открыта начальная школа. 26 апреля 1954 года Крымская область была передана из состава РСФСР в состав УССР. Хутор Чирик превратился в село и переименован в Пахаревку в 1950-х годах (видимо, до 1954 года, так как в списках переименованных позже сёл отсутствует. Время включения в Новокрымский сельсовет пока не установлено: на 15 июня 1960 года село уже числилось в его составе. В 1976 году открыта средняя школ, с 1 октября 1979 года Пахаревка — центр сельсовета. В 1981 году начал работать детский сад «Сказка». По данным переписи 1989 года в селе проживало 1438 человек. С 12 февраля 1991 года село в восстановленной Крымской АССР, 26 февраля 1992 года переименованной в Автономную Республику Крым.  С 21 марта 2014 года в составе Крыма аннексирована Россией.